# Dillsauce

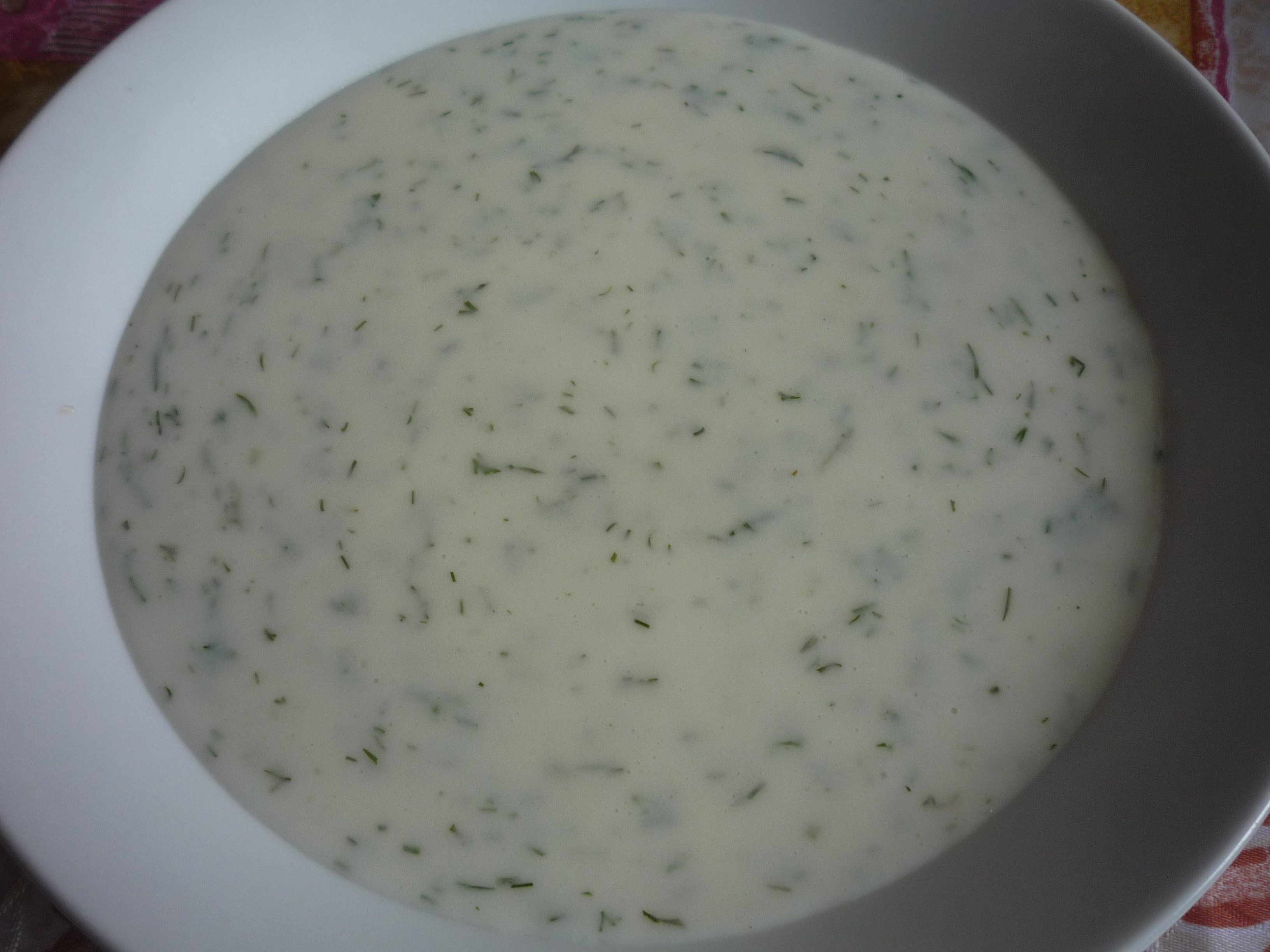
Dillsauce

Eine Dillsauce kann auf mehrere Arten durch Zugabe von gehacktem Dillkraut zubereitet werden. Entweder wird sie als Ableitung von einer Weißweinsauce für Fisch, aus einer Geflügelvelouté zu Gegrilltem (zum Beispiel zu Raznjici vom Kalb und Schwein) oder als selbständige Sauce zubereitet. Sie kann auch als kalte Dillsauce hergestellt werden.

## Geschichte
Ein frühes Rezept für eine kalte Dillsauce zu gekochtem Hühnchen (Pullus anethatus) ist aus der Zeit des Marcus Gavius Apicius bekannt, die separat gemacht wurde, um damit die Reste der Mahlzeit bedecken zu können. Die Sauce basierte auf getrocknetem Dill, Minze, Senf, Essig, Defrutum und Feigenwein. Die Zubereitung einer „Dill-Sauce“ beschrieb die Österreicherin Katharina Prato Ende des 19. Jahrhunderts in ihrem Kochbuch Die süddeutsche Küche: „Das feine grüne Dillkräutl wird von den Stengeln gezupft, fein geschnitten, in lichte gelbe Einbrenn gegeben, mit Suppe vergossen, und etwas Essig gesäuert.“ Dillsauce wird in der österreichischen Küche zum Beispiel zu Hechtnockerln, einer Alt-Wiener Spezialität, serviert.

## Zubereitung

### Warme Dillsaucen
Die einfachste Art ist, eine weiße Grundsauce oder Bechamel mit reichlich gehacktem Dillkraut zu versetzen und mit Sauerrahm, Essig, wenig Zucker und weißem Pfeffer abzuschmecken.
Für eine selbständige Sauce (wenn also keine Grundbrühe anfällt) werden feingeschnittene Zwiebeln mit Dillstängeln angeschwitzt, mit Mehl bestaubt und mit Fond verkocht. In frischer Butter wird Dillkraut angeschwitzt und mit Essig abgelöscht zur Sauce gegeben, gewürzt und mit Sauerrahm vollendet.

### Kalte Dillsaucen
Eine kalte Dillsauce zu Fisch kann aus Joghurt mit gehacktem Dillkraut und gehackten Zwiebeln hergestellt werden, in der koscheren Küche gilt sie als milchig.
Eine andere kalte Dillsauce wird aus in Milch eingeweichten, ausgedrückten Semmeln mit pochierten Eidottern hergestellt, mit Öl und rohen Eigelben zu einer Art Mayonnaise verrührt, mit Essig, wenig Zucker, Salz und weißem Pfeffer gewürzt, dann mit gehacktem Dill verrührt.